# Autofokus

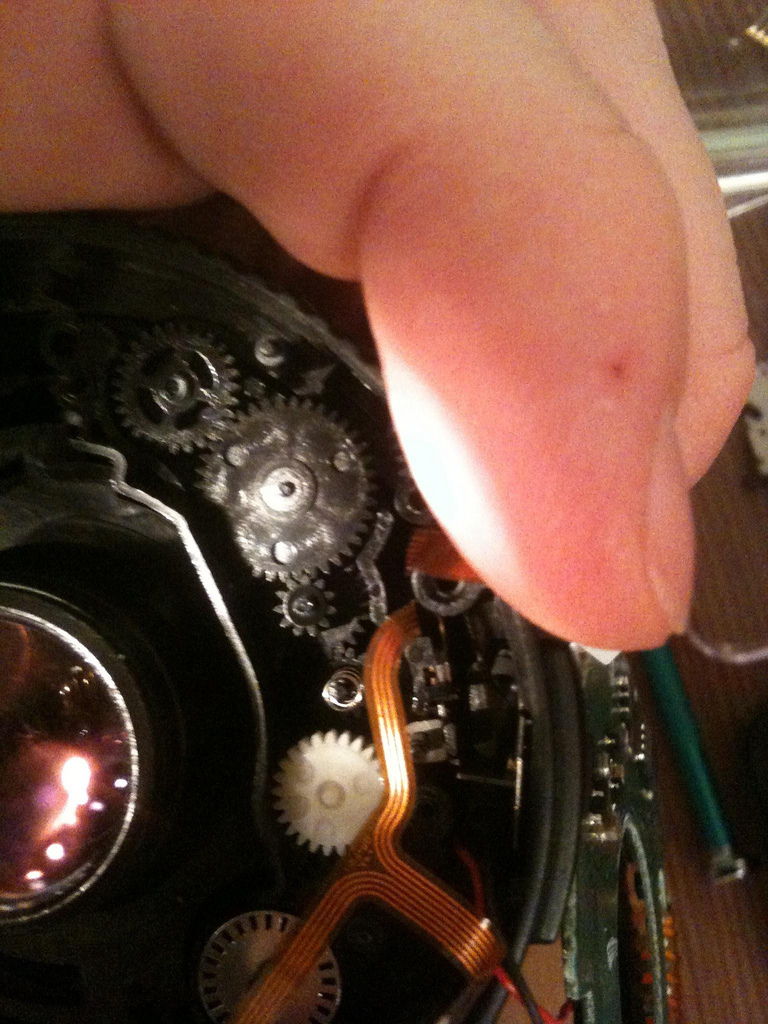
Widok mechanizmu autofokusu

Schemat działania autofokusu z detekcją fazy. Fioletowe kółko – obiekt fotografowany; zielona i czerwona linia – promienie światła przechodzące przez otwory; żółta linia – sensor, jeden dla każdej apertury; wykres – profile natężenia widziane przez każdy z sensorów. (1) zbyt blisko, (2) prawidłowo, (3) zbyt daleko, (4) jeszcze dalej

Autofokus, autofocus, AF – układ automatycznego ustawiania ostrości w aparatach fotograficznych.

## Historia
- 1966 – patent autofokusu firmy AGFA AG[2]
- 1976 – na wystawie Photokina Leitz demonstruje Correfot, aparat wyposażony w pasywny autofokus zbudowany przez firmę Honeywell[3]
- 1977 – Konica C35 AF, pierwszy seryjnie produkowany aparat z autofokusem
- 1978 – Polaroid SX-70 Sonar OneStep, pierwsza seryjna lustrzanka jednoobiektywowa z autofokusem (do zdjęć natychmiastowych)
- 1981 – Pentax ME-F, pierwsza seryjna lustrzanka małoobrazkowa z autofokusem; czujniki były umieszczone w aparacie, silnik w specjalnie dedykowanym obiektywie
- 1985 – sposób mocowania obiektywów Minolta AF w aparacie Minolta Maxxum 7000; silnik w aparacie ustawia ostrość w wymiennych obiektywach poprzez przekładnię mechaniczną
- 1987 – Canon EOS, sposób mocowania obiektywów autofokusowych z elektrycznym przekazywaniem wszystkich parametrów do obiektywu.

## Zasada działania
Istnieją dwa rozwiązania umożliwiające automatyczne nastawienie ostrości w aparacie:
- układ aktywny – dalmierz mierzy odległość aparatu od obiektu za pomocą wiązki promieni podczerwonych lub ultradźwięków, a następnie przekazuje tę informację do aparatu, który ustawia odpowiednio obiektyw
- układ pasywny – polega na mierzeniu kontrastu lub przesunięcia fazowego pomiędzy detalami w kadrze. Maksimum kontrastu oznacza prawidłowe ustawienie ostrości. Ten rodzaj ustawiania ostrości nazywany jest też autofokusem z detekcją kontrastu lub fazy TTL. W lustrzankach jednoobiektywowych stosowane są do tego celu specjalne czujniki, w kompaktowych aparatach cyfrowych używa się często matrycy światłoczułej.

Nie należy mylić aparatów autofokusowych z rozwiązaniem zwanym fixed focus („stała ostrość”), w których nie nastawia się ostrości, ponieważ jest ona zawsze ustawiona od pewnej minimalnej odległości granicznej do nieskończoności. Efekt ten jest możliwy do uzyskania w obiektywach o małej jasności i krótkiej ogniskowej, ze względu na występującą wtedy dużą głębię ostrości. Takie rozwiązanie stosowane jest jedynie w najtańszych aparatach fotograficznych.

## Tryby pracy
Aparaty z autofokusem mogą pracować zwykle w kilku trybach:
- jednokrotne nastawienie ostrości – najczęściej z priorytetem ustawienia ostrości. Aparat zrobi zdjęcie dopiero wtedy, gdy zostanie ustawiona ostrość.
- ciągłe nastawienie ostrości – zwykle z pierwszeństwem wyzwolenia migawki. Zdjęcie można zrobić nawet wtedy, gdy ostrość nie jest jeszcze dokładnie ustawiona.

Ze względu na sposób wyboru odpowiedniego czujnika system AF może pracować w jednym z trybów:
- dynamiczny AF – punkt AF jest automatycznie zmieniany w celu śledzenia poruszającego się obiektu
- dynamiczny AF ze śledzeniem najbliższego obiektu – system AF automatycznie wybiera najbliższy obiekt i na nim dokonuje pomiaru odległości
- pojedynczy AF –  za pomocą nastaw w aparacie fotograf może ręcznie wybrać odpowiedni czujnik AF
- szeroki obszar AF – umożliwia ustawienie ostrości na obiekcie nieznajdującym się w dokładnie w centrum kadru. Jest to przydatne do robienia zdjęć poruszających się obiektów.
- punktowy pomiar AF – czujnik AF jest umieszczony centralnie; służy do ustawienia ostrości na wybranym obiekcie, który przy użyciu szerokiego pola AF mógłby nie zostać wzięty pod uwagę.